# بخش یزدان‌آباد
'بخش یزدان آباد یکی ازبخش‌های شهرستان زرند در استان کرمان ایران است. و در ۱۰۰ کیلومتری مرکز استان واقع شده است.

## تقسیمات کشوری
- بخش یزدان‌آباد 
  - دهستان یزدان‌آباد
  - دهستان سیریز
  - دهستان شبعجره

شهرها: سیریز،یزدان‌شهر

## جمعیت
بنابر سرشماری مرکز آمار ایران، جمعیت بخش  یزدان آباد شهرستان زرند در سال ۱۳۸۵ برابر با ۱۵۹۶۲ نفر بوده است.